# Aeropuerto Moisés Benzaquen Rengifo
El Aeropuerto Moisés Benzaquen Rengifo (IATA:YMS OACI:SPMS) es un aeropuerto que sirve la ciudad peruana de Yurimaguas en el Departamento de Loreto. Se encuentra operado por la empresa estatal CORPAC. 
Recibía vuelos de la aerolínea AviaSelva. Tenía un vuelo a Iquitos que lo conecta con el resto del país y otro vuelo a Tarapoto. También recibe vuelos chárter.
A inicios del 2024 intensas lluvias ocasionaron la erosión de la pista de aterrizaje por lo que se suspendieron los vuelos regionales.

## Aerolíneas y destinos

### Aerolíneas
| Aerolíneas       | Ciudades                          | Aeronave            | Alianza |
| ---------------- | --------------------------------- | ------------------- | ------- |
| Saeta 2 destinos | Nacionales: (2) Iquitos, Tarapoto | Beechcraft King Air | N/A     |

### Destinos nacionales
| Loreto (1 destino, 1 aerolínea)     |                                                                |       |
| Iquitos                             | Aeropuerto Internacional Coronel FAP Francisco Secada Vignetta | Saeta |
| San Martín (1 destino, 1 aerolínea) |                                                                |       |
| Tarapoto                            | Aeropuerto Comandante FAP Guillermo del Castillo Paredes       | Saeta |